# Гаметофит

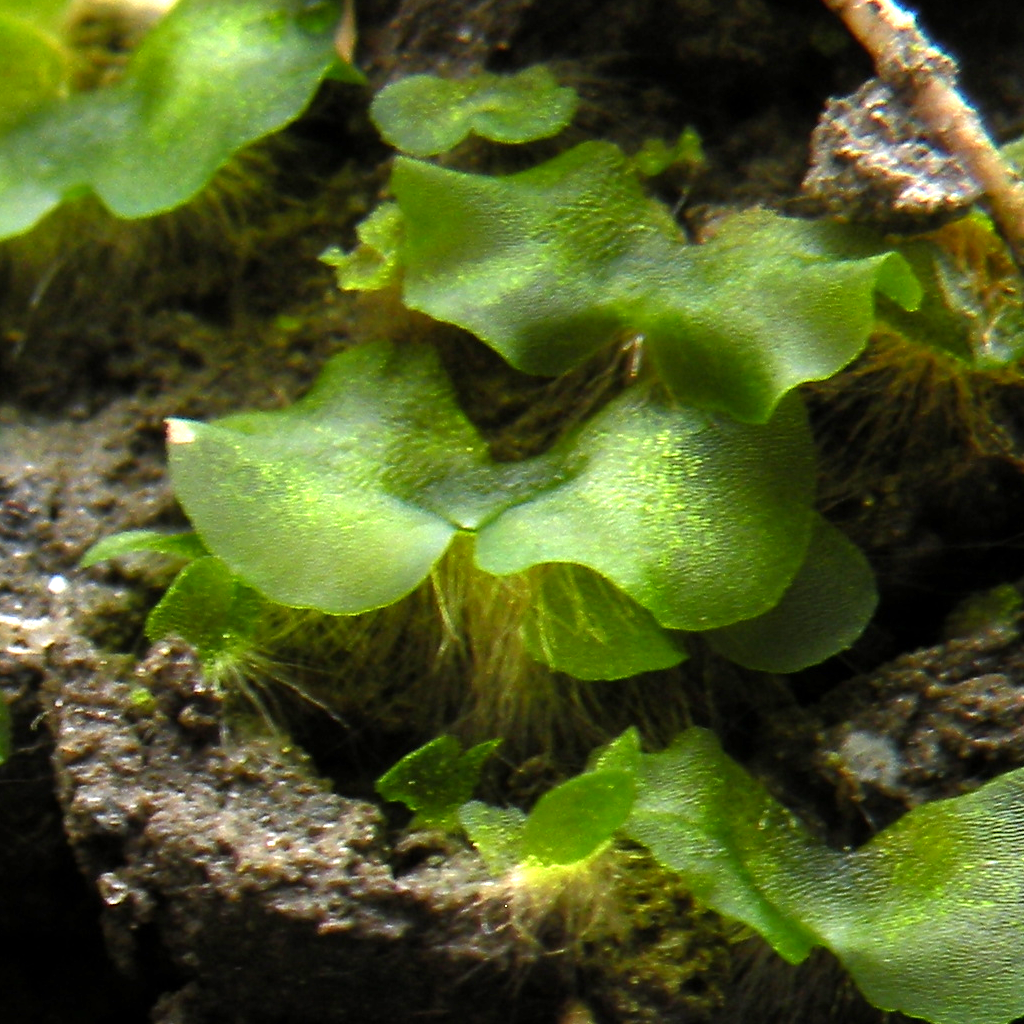
Несколько гаметофитов, выращенных в террариуме

Гаметофи́т — гаплоидная многоклеточная фаза в жизненном цикле высших растений и водорослей. Впервые представления о чередовании гаметофитного и спорофитного поколений в жизненном цикле растений сформулировал в середине XIX века немецкий ботаник Вильгельм Гофмейстер.
Развивается из гаплоидных спор. На гаметофите в специальных органах гаметангиях развиваются половые клетки гаметы. Гаметангии, производящие мужские гаметы, называются антеридии, а гаметангии, производящие женские гаметы, — архегонии. Оплодотворение женских гамет у наземных растений, как правило, происходит в архегонии, после чего из зиготы развивается диплоидный спорофит, который первое время зависит от гаметофита. У большинства многоклеточных водорослей оплодотворение происходит в воде (изогамия, гетерогамия и оогамия) и образовавшийся в результате оплодотворения спорофит не зависит от гаметофита. В разных группах высших растений и водорослей гаметофит развит в различной степени. У одних он существует непродолжительное время (папоротники), у других преобладает в течение всей жизни (мхи).

## Разнообразие гаметофитов водорослей
У многих водорослей наблюдается правильное чередование поколений гаметофита и спорофита, хотя у некоторых водорослей на одно гаплоидное поколение приходится два диплоидных (например, у красной водоросли Polysiphonia раздельнополые нитчатые гаметофиты сменяются поколением карпоспорофита, который образует диплоидные карпоспоры, и затем поколением тетраспорофита, который образует гаплоидные тетраспоры). У красной водоросли Palmaria крупные пластинчатые мужские гаметофиты по морфологии сходны со спорофитами, а женские гаметофиты микроскопические (диаметром 0,1 мм). У бангиевых красных водорослей макроталломная форма — гаметофит. Спорофит представлен микроскопическими нитчатыми талломами, которые сверлят раковины моллюсков. У бурых ламинариевых водорослей огромные пластинчатые спорофиты и микроскопические нитчатые раздельнополые гаметофиты. У зелёной водоросли ульва из порядка ульвовых гаметофиты имеют крупный пластинчатый таллом, морфологически неотличимый от таллома спорофитов (за исключением репродуктивных органов); поскольку ульвовые обладают изогамией, их гаметофиты называют не мужскими и женскими, а +=гаметофит и --гаметофит.

## Разнообразие гаметофитов высших растений
У высших растений всегда наблюдается правильное чередование двух многоклеточных поколений — спорофита и гаметофита.
У цветковых растений мужские гаметофиты — это зрелые пыльцевые зёрна, состоят они всего лишь из нескольких клеток. Женский гаметофит цветковых — зародышевый мешок — помещается внутри семяпочки и состоит в наиболее распространённом случае (в случае так называемого нормального моноспорического женского гаметофита) из 7 клеток (содержит либо 8, либо 7 — после слияния двух ядер в центральной клетке и образования вторичного ядра). У покрытосеменных женский и мужской гаметофиты в некоторых случаях полностью формируются только после попадания на женские генеративные органы. У папоротников, хвощей и плаунов гаметофит представляет собой небольшое, но самостоятельное растение, иногда называемое заростком. Заростки папоротников и хвощей фотосинтезирующие, однолетние. Заростки плаунов живут под землёй, развиваются в течение многих лет и питаются за счет симбиоза с грибами.
У мхов гаметофит при своих небольших размерах явно доминирует над спорофитом.
Гаметы у высших растений всегда образуются в результате митоза (что принципиально отличает их от гамет животных), поскольку тело гаметофита также построено из гаплоидных клеток. Поэтому фазу гаметофита ещё называют гаметофазой, или гаплофазой. На одном гаметофите одновременно могут развиваться как мужские половые органы, так и женские. Такой гаметофит называют однодомным  (обоеполым). В других случаях гаметофиты растений, относящихся к одному и тому же виду, формируют либо только мужские органы, либо только женские. Такие гаметофиты называют двудомными (раздельнополыми — мужскими и женскими). Раздельнополые гаметофиты свойственны всем семенным растениям, у которых мужские гаметофиты развиваются из микроспор, образующихся в пыльниках, а женские — из мегаспор, образующихся в семяпочках.